# フローレンス・ケイト・アプトン
フローレンス・ケイト・アプトン（Florence Kate Upton、1873年2月22日 - 1922年10月16日）はアメリカ合衆国生まれのイギリスの絵本の挿絵画家、画家である。欧米やオーストラリアで有名なキャラクター、「ゴリウォーグ」を作り、このキャラクターを主人公とする多くの児童向け絵本を出版した。

## 略歴
ニューヨークのFlushingに生まれた。両親はイギリスから移民してきたばかりで、父親はアメリカ取引銀行（American Exchange Bank）の事務職で、1884年に家族は父親の通勤に便利なマンハッタンの中心部に移った。新しい家の近くにはナショナル・アカデミー・オブ・デザインがあって、試験に受かれば無料で授業を受けられた。父親が夜間コースに入学し、15歳になったフローレンスも父親と一緒に授業に参加した。
1889年に突然、父親が死んで、一家の生活は苦しくなり、母親は声楽教師として働きフローレンスも挿絵画家、イラストレーターとして、広告や出版物の仕事で働くことになった。いくらか生活が安定した後、1893年に一家でロンドンの母親の親類を訪ねた後、ロンドンでも挿絵画家の仕事を見つけ、家族がアメリカに戻った後も、ロンドンに残り仕事を続けることになった。「ゴリウォーグ」が登場する『2つのオランダ人形とゴリウォーグの冒険（The Adventures of Two Dutch Dolls and a Golliwogg）』が発表されるのは1895年である。「ゴリウォーグ」のモデルとなった「ぬいぐるみ人形」はフローレンスのおばが、フローレンスの兄弟が遊んだ古いおもちゃの中から探してきたものである。出版社Green & Co.と契約し、クリスマスに出版された。「ゴリウォーグの冒険」シリーズは好評で、13編の作品が作られることになった。
ロンドンには3年間滞在し、「ストランド・マガジン」、「The Idler」、「パンチ」といった絵入り雑誌に挿絵を描き、ロンドンのアメリカ協会の印刷物へのデザインや挿絵の注文も受けた。アメリカに戻った後、アート・スチューデンツ・リーグで美術の教育を受け、パリでも絵の修行をし、オランダでもジョージ・ヒッチコックの夏の学校で学んだ。1906年にロンドンに屋敷を購入し、ロンドンを拠点として活動した。
挿絵画家、イラストレーターとして成功したが、油絵画家としてとしての成功も求めていた。1909年の作品が「ゴリウォーグの冒険」シリーズの最後となった。絵の修行を続け、王立美術院の展覧会に出展し、肖像画家として評価されるようになった。若い兵士の家族から肖像画の多くの注文を得た。第一次世界大戦中は、自らのデザインした人形を寄付して販売し、赤十字のための資金を集めるなどの慈善活動などをした。1922年に49歳でロンドンのスタジオで亡くなった。
「ゴリウォーグ」シリーズの人気は、圧倒的なものであったが、フローレンス・ケイト・アプトンは「ゴリウォーグ」の意匠の権利を主張しなかった。多くのオモチャ会社がその人気の恩恵を受け、作家や画家が似たような本を作った。1910年にはジャム・メーカーの会社のマスコットにされた。

## 作品

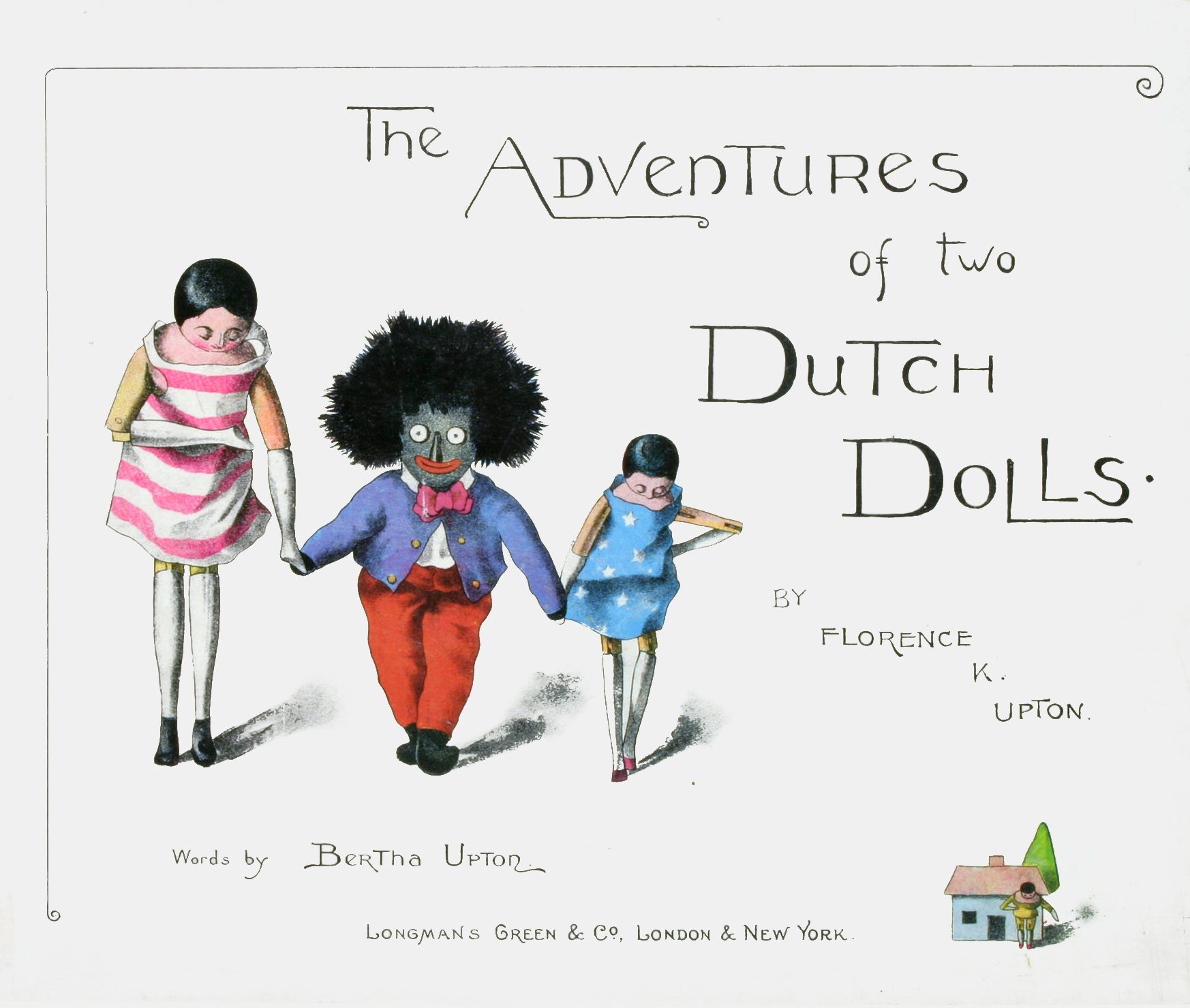
The Advnture of Two Dutch Dolls(1895)
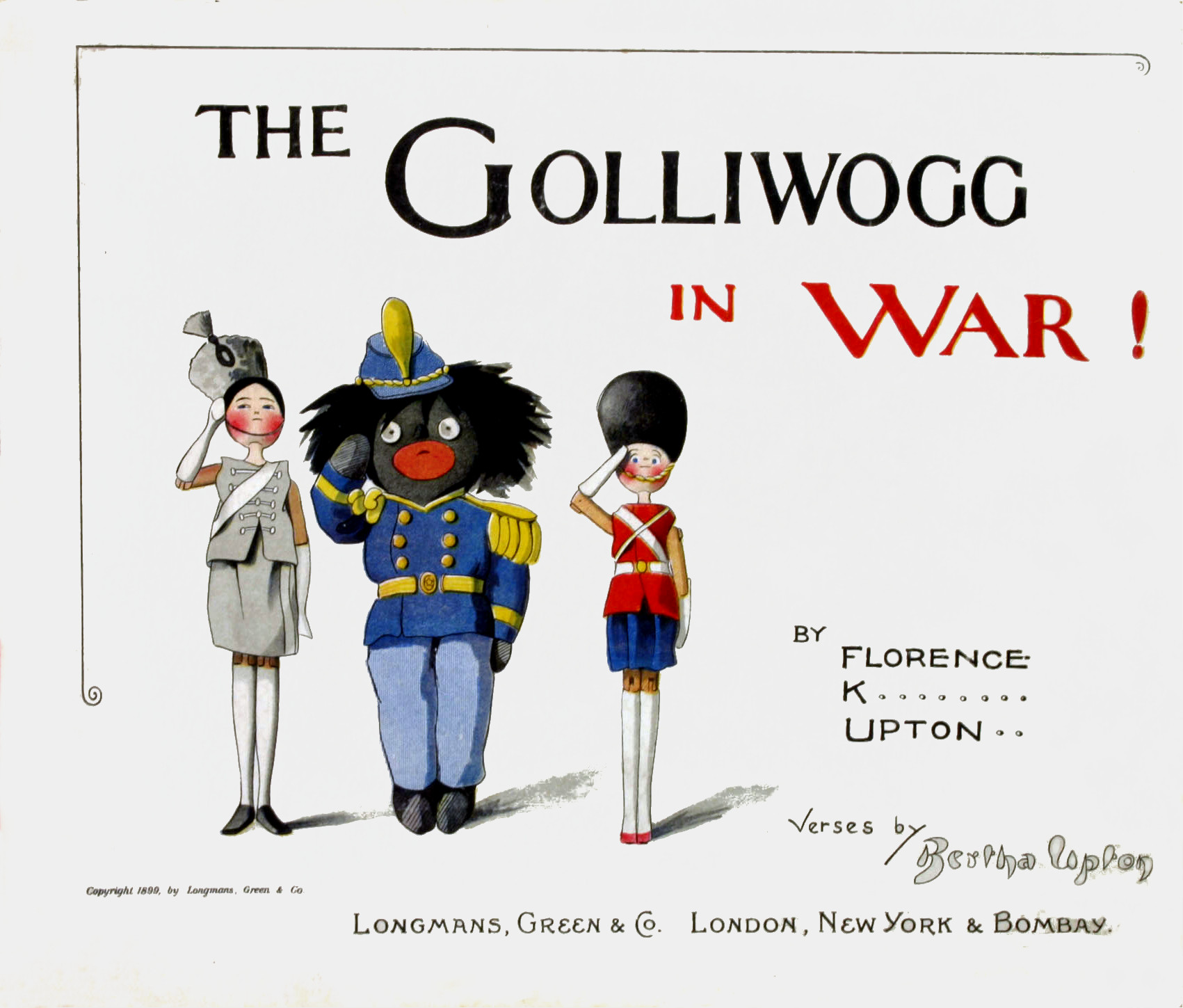
The Golliwog in War!(1899)
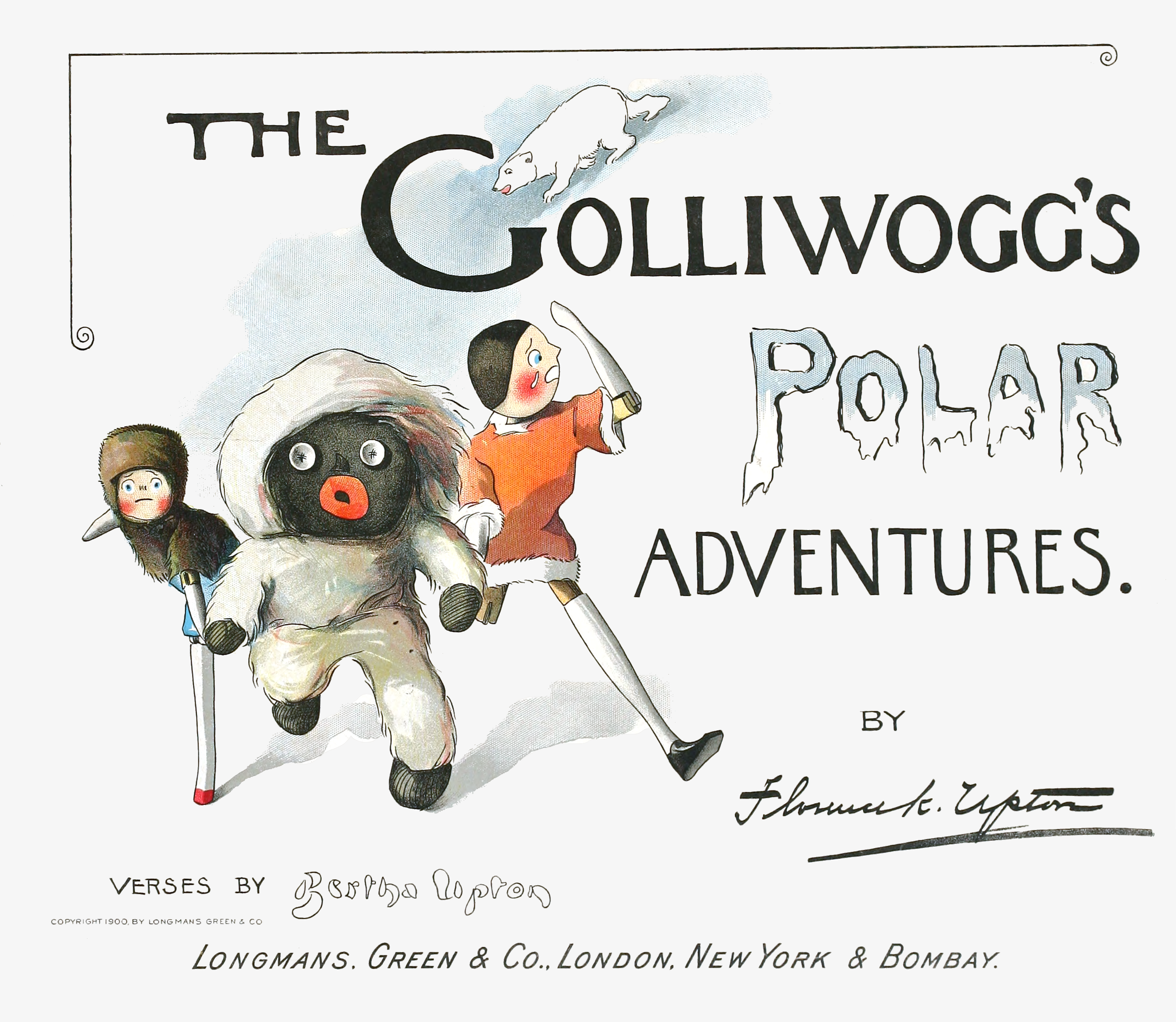
The Golliwogg's Polar Adventures(1900)
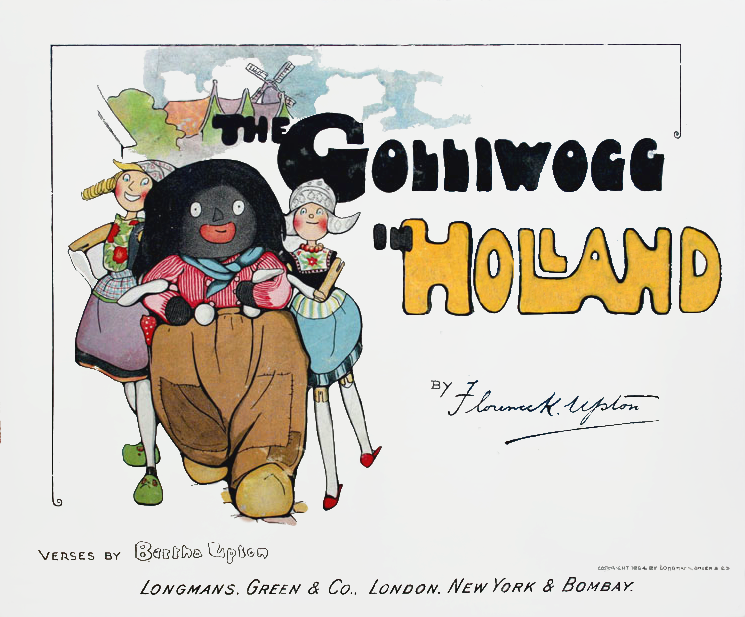
The Golliwogg in Holland (1904)
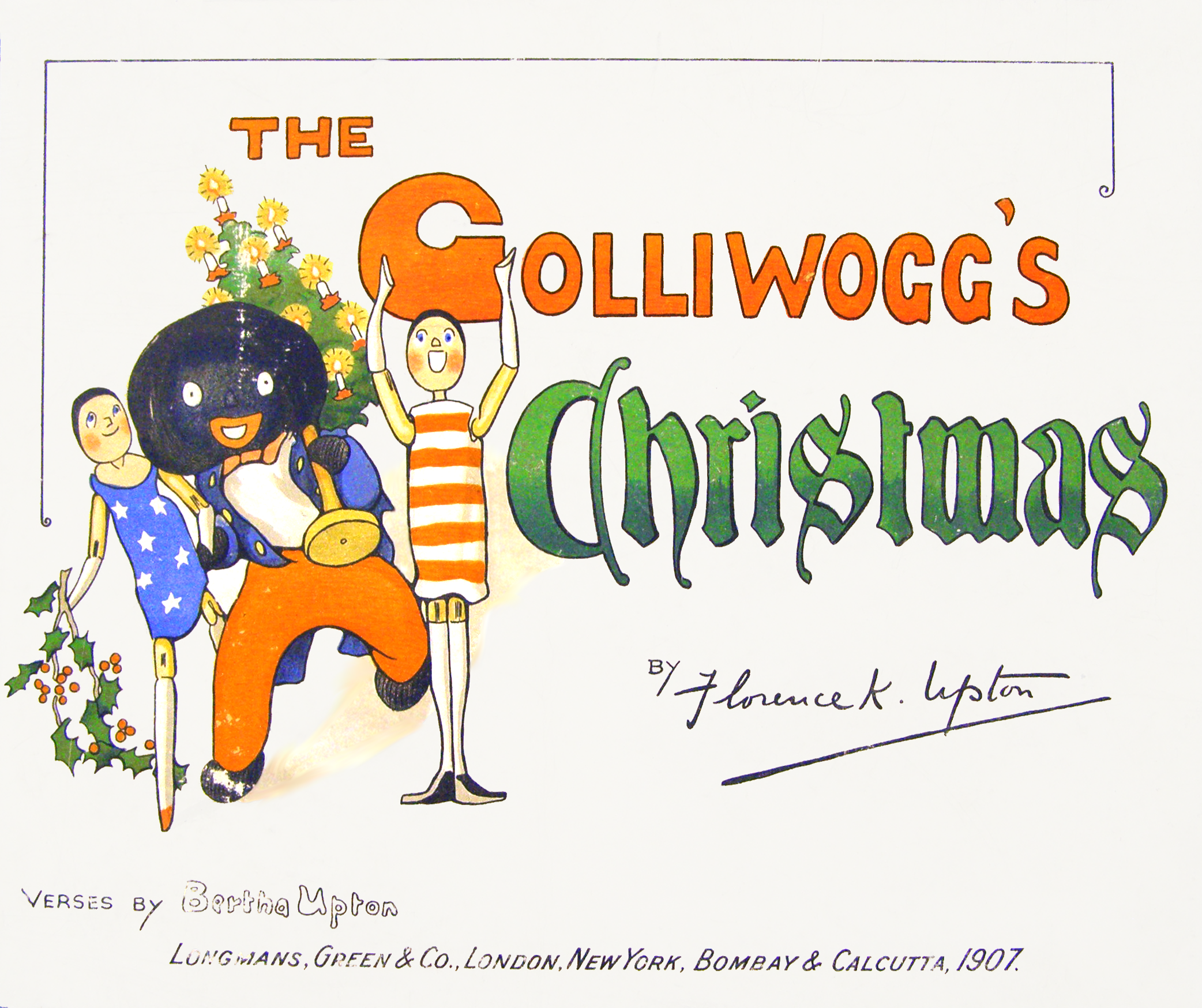
The Golliwogg's Christmas(1907)
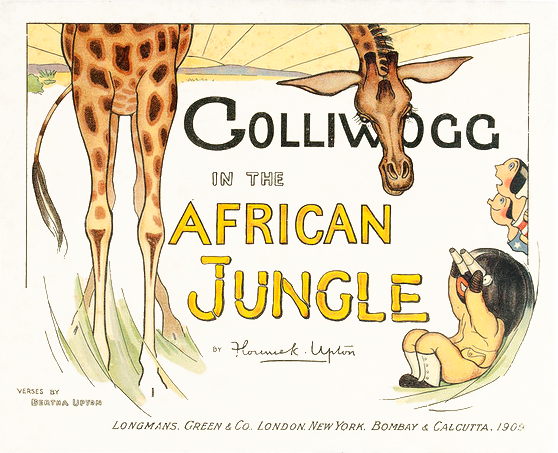
Golliwogg in the African Jungle(1909)
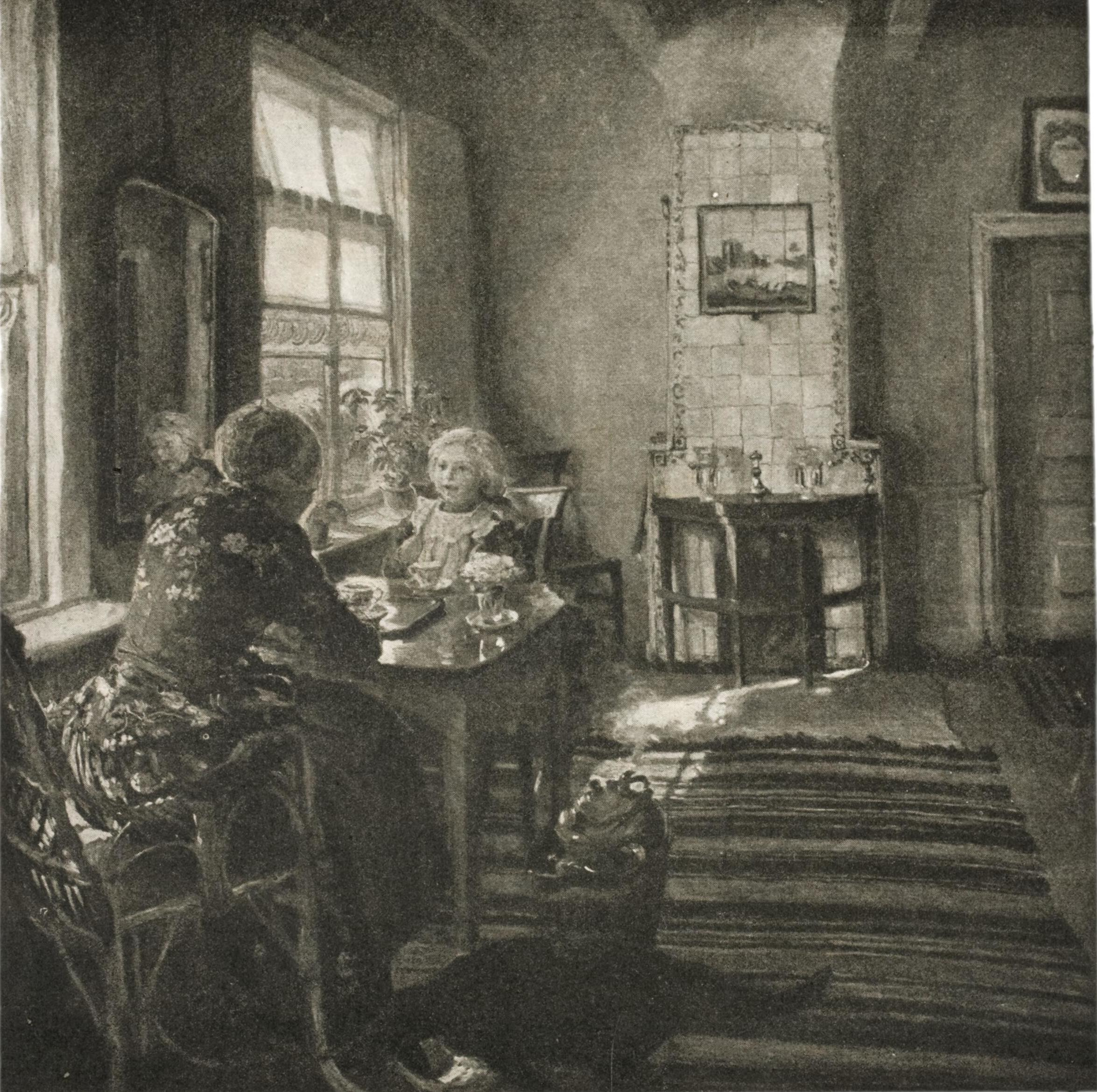
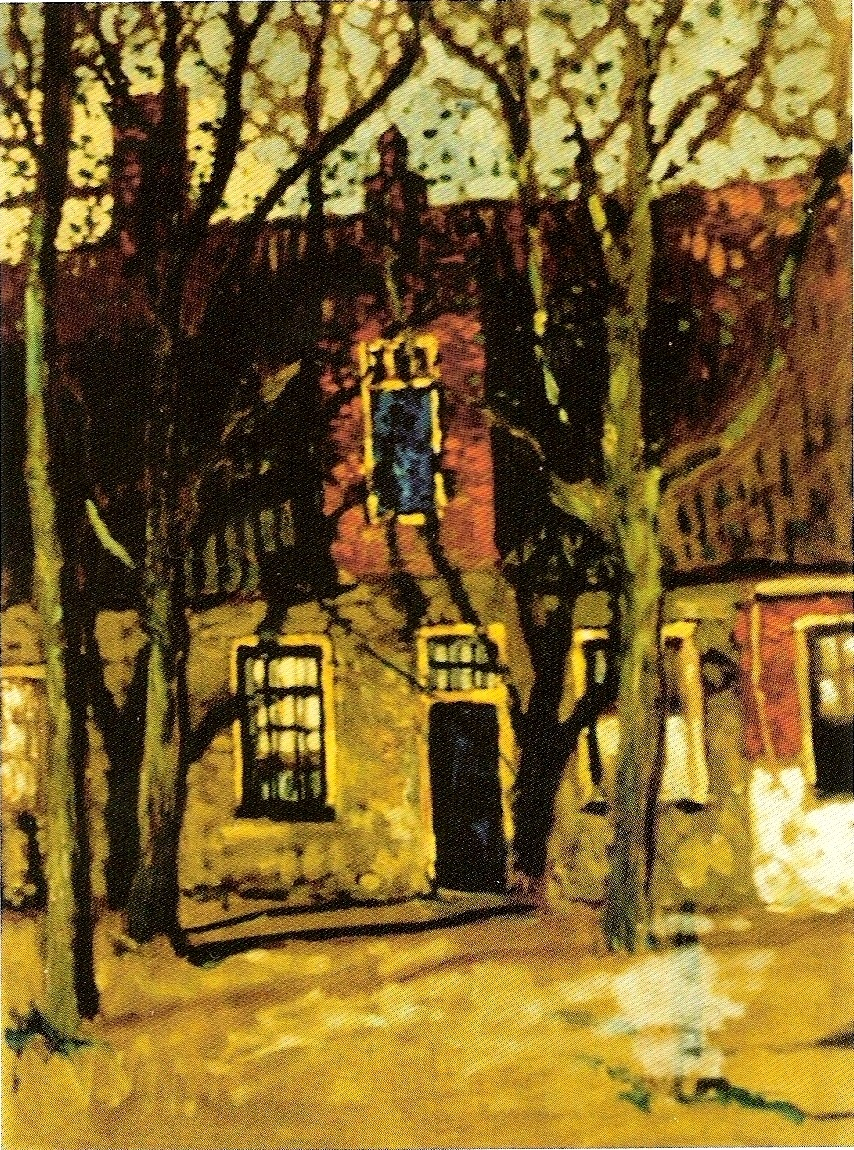
オランダの風景(油絵)